# Дагоберт Енглендер
Дагоберт Енглендер (на немски: Dagobert Engländer) е австрийски капитан. Остава в историята като капитан на австрийския пощенски параход „Радецки“.

## Биография
Роден е през 1848 г. Капитан е на австрийския пощенски параход „Радецки“, с който пътува четата на Христо Ботев на 17 май 1876 г. По-късно предава ценни спомени и документи на Захари Стоянов, който ги публикува в книгата „Христо Ботйов“ през 1888 г. През 1913 г. изпраща на Етнографския музей в София предмети и документи от парахода. Умира през 1925 г.